# Erich Dinkler
Erich Dinkler (* 6. Mai 1909 in Remscheid; † 28. Juni 1981 in Mannheim) war ein deutscher Evangelischer Theologe und Christlicher Archäologe, der als Professor an den Universitäten Mainz (1949–1950), Yale (1950–1956), Bonn (1956–1963) und Heidelberg (1963–1977) wirkte. Seine ältere Schwester war Elfriede Arnold-Dinkler.

## Leben
Erich Dinkler, der Sohn des Gymnasialdirektors Rudolf Dinkler, begann sein Studium 1928 an der Universität Marburg, wo er vor allem philosophische und philologische Vorlesungen besuchte. Zum Wintersemester 1928/29 wechselte er an die Universität Heidelberg. Dort wandte er sich unter dem Einfluss von Karl Jaspers der Theologie zu. Nach einer kurzen Zeit an der Universität Berlin wurde er 1932 bei Walther Köhler mit der Dissertation Die Anthropologie Augustins zum D. theol. promoviert. Zum 1. November 1932 ging er als persönlicher Hilfsassistent zu Hans von Soden an die Universität Marburg und wandte sich dort besonders der Christlichen Archäologie zu. 1934 erhielt er eine Anstellung als Oberassistent und habilitierte sich mit der Schrift Die ersten Petrusdarstellungen für die Fächer Kirchengeschichte und Christliche Archäologie. Während der Zeit des Nationalsozialismus schloss er sich der Bekennenden Kirche an. 1935 erhielt Dinkler eine Dozentur für Kirchengeschichte und Christliche Archäologie an der Universität Marburg. Im Jahr 1938/39 ermöglichte ihm das Reisestipendium des Deutschen Archäologischen Instituts eine Forschungsreise nach Kleinasien und Griechenland, die Dinkler jedoch aus gesundheitlichen Gründen vorzeitig abbrechen musste.
Am 22. August 1939 wurde Dinkler zur Wehrmacht einberufen und musste seine Lehr- und Forschungstätigkeit unterbrechen, hielt aber über den von seiner Frau redigierten Rundbrief der Marburger Studentengemeinde der Bekennenden Kirche Kontakt zu Hans von Soden, Rudolf Bultmann und den übrigen Mitgliedern dieses Kreises. Im Zweiten Weltkrieg diente er als Infanterist im Frankreich-Feldzug und ab 1941 als Offizier im Deutsch-Sowjetischen Krieg, zuletzt als Bataillonskommandeur im Rang eines Hauptmanns. Am 21. Juni 1943 wurde er an der Universität Marburg zum außerplanmäßigen Professor ernannt. Im Juni 1944 geriet Dinkler, der unmittelbar nach der Gefangennahme der bereits an mehreren seiner Untergebenen vollzogenen Exekution durch russische Truppen nur durch Zufall entging, verwundet in der Nähe von Wizebsk in sowjetische Kriegsgefangenschaft, aus der er erst im März 1948 heimkehrte und deren von den extremen Arbeitsbedingungen und Lebensverhältnissen bedingte gesundheitliche Folgen einen anschließenden Lazarettaufenthalt erforderlich machten. Trotzdem gelang es ihm, wieder in der Wissenschaft Fuß zu fassen und seine akademische Laufbahn fortzusetzen.
Zum 1. Juni 1949 erhielt Dinkler eine ordentliche Professur für Neues Testament und Christliche Archäologie an der neu gegründeten Universität Mainz. Schon nach einem Jahr wechselte er als Gastprofessor an die Yale University, wo er 1951 zum Full Professor ernannt wurde. 1956 kehrte er nach Deutschland zurück auf einen Lehrstuhl an der Universität Bonn. 1963 wechselte er an die Universität Heidelberg. An der theologischen Fakultät vertrat er das Neue Testament und an der philosophischen Fakultät die Christliche Archäologie. Seine Antrittsvorlesung an der Universität Heidelberg hielt er am 1. Juli 1964 über Das Kreuz als Siegeszeichen. 1977 wurde er emeritiert. Er starb wenige Jahre später nach einer Herzoperation in Mannheim.
Für sein wissenschaftliches Werk erhielt Dinkler zahlreiche internationale Auszeichnungen. Er erhielt den theologischen Ehrendoktor der Universität Marburg (1949), den Master honoris causa der Yale University (1951) und den Doctor of Divinity der University of Glasgow (1973). Er war Mitglied des Deutschen Archäologischen Instituts (seit 1952), der Rheinisch-Westfälischen Akademie (seit 1959) und der Heidelberger Akademie der Wissenschaften (seit 1967).
Dinkler beschäftigte sich mit der Kirchengeschichte, besonders mit den Anfängen des Christentums. Durch seine Erfahrungen unter der Diktatur, im Krieg und in jahrelanger, entbehrungsreicher Kriegsgefangenschaft wandte er sich auch ökumenischen Fragestellungen zu. Neben zahlreichen Einzelstudien verfasste Dinkler auch Artikel für die Lexika Reallexikon für Antike und Christentum, Paulys Realencyclopädie der classischen Altertumswissenschaft und Religion in Geschichte und Gegenwart, bei der er auch ab 1957 als Herausgeber fungierte.
Seit 1933 war er verheiratet mit der Kunsthistorikerin Erika Dinkler-von Schubert (1904–2002), die während des Krieges die verantwortliche Redaktion des Rundbriefes der Marburger Studentengemeinde der Bekennenden Kirche um Hans von Soden innehatte, an dem sich Dinkler maßgeblich beteiligte.

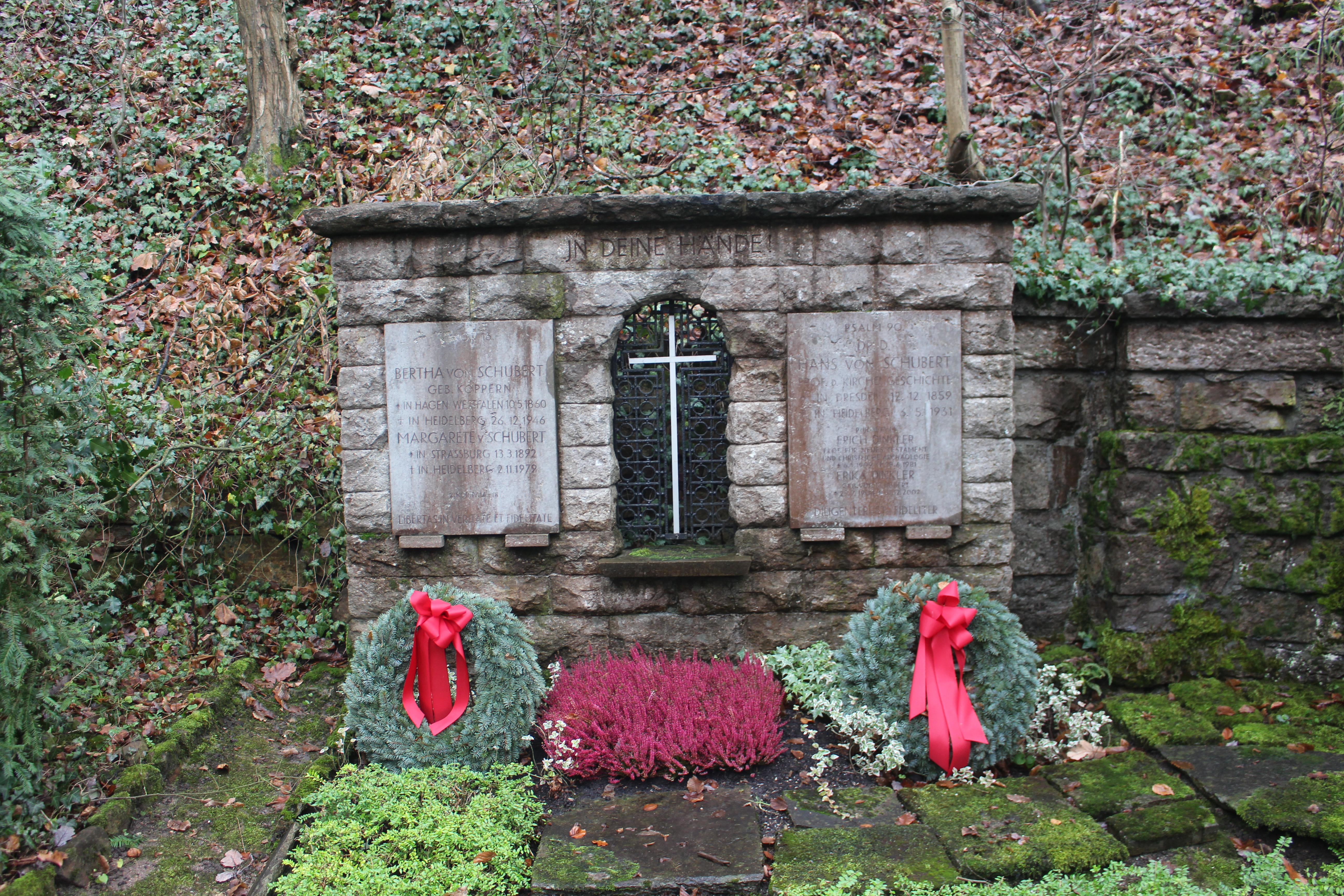
Grab von Erich Dinkler und seiner Frau, Bergfriedhof Heidelberg

## Schriften (Auswahl)
- Die Anthropologie Augustins. Stuttgart 1934 (erweiterte Dissertation)
- Gottschalk der Sachse. Ein Beitrag zur Frage nach Germanentum und Christentum. Stuttgart/Berlin 1936
- Die ersten Petrusdarstellungen. Ein archäologischer Beitrag zur Geschichte des Petrusprimates. In: Marburger Jahrbuch für Kunstwissenschaft. Band 11 (1939), S. 1–80 (Auszug aus der Habilitationsschrift)
- Bibelautorität und Bibelkritik. Tübingen 1950
- Das Apsismosaik von S. Apollinare in Classe. Köln 1964
- Signum crucis. Aufsätze zum Neuen Testament und zur christlichen Archäologie. Tübingen 1967
- Der Einzug in Jerusalem. Ikonographische Untersuchungen im Anschluss an ein bisher unbekanntes Sarkophagfragment. Köln 1970
- Eirene. Der urchristliche Friedensgedanke. Heidelberg 1973
- Christus und Asklepios. Zum Christustypus der polychromen Platten im Museo Nazionale Romano. Heidelberg 1980
- Im Zeichen des Kreuzes. Aufsätze von Erich Dinkler . Berlin/New York 1992 (mit Bibliografie)